# Mozková výduť
Aneurysma mozkových cév neboli mozková výduť je onemocnění cév, kdy se v oslabeném místě céva vychlipuje a vytváří abnormální tvar. Výduť pak může prasknout, což vede ke krvácení a vážnému ohrožení života. Onemocnění se obtížně diagnostikuje a většina lidí o něm neví.

## Vznik onemocnění
Onemocnění je velkou měrou podmíněné geneticky, cca 20 procent pacientů má toto onemocnění v rodině. U žen se onemocnění projevuje dva- až třikrát častěji než u mužů. S přibývajícím věkem přibývá riziko výdutě. Výduť může způsobit kouření, pití alkoholu nebo vysoký tlak, stejně tak mohou tyto faktory vést ke zhoršení stavu výdutě nebo k prasknutí. V Česku má výduť podle odhadů přibližně 1 až 4 procenta lidí.

## Diagnostika a prevence
Prevence vzniku neexistuje, riziko lze ale snížit omezením rizikových faktorů, jako je kouření či pití alkoholu. Prevence prasknutí pak může být realizována chirurgickou operací – s otevřením lebky nebo endovaskulárně. Nicméně na spoustu výdutí se nepřijde, menší výdutě většinou nejdou diagnostikovat. K diagnostice slouží centrální tomograf a magnetická rezonance. V Česku existuje (září 2010) 10 specializovaných center, které se zabývají chirurgickou léčbou výdutí.

## Ohrožení života
Pravděpodobnost, že céva s výdutí praskne, je přibližně 1 procento za rok. U výdutí pod 5 mm nehrozí příliš prasknutí. Pokud céva praskne, do okolí mozku se začne rozlévat krev. Padesát procent lidí zemře, zbytek může mít problémy v podobě špatné chůze, vidění, výpadků paměti nebo nějakých psychických problémů. Ojediněle může člověk zemřít i na neprasklou výduť. Na mozkovou výduť zemřela např. americká zpěvačka Laura Braniganová, spisovatelka Elizabeth Bishopová, fotografka Elise Forrestová Harlestonová, herec Tom Sizemore, francouzský lékař a spisovatel Louis-Ferdinand Céline, britský malíř a hudebník Stuart Sutcliffe či chodec Don Thompson.

## Akutní léčba
Praskne-li céva, provází pacienta velmi silná bolest, pacient může ztratit vědomí, může dostat epileptické křeče, zvracet, může mít strnutí šíje, nesnášenlivost světla a hluku. Metodu léčby určuje tým tvořený neurochirurgy a radiology. Operovat by se mělo nejlépe do tří dnů od začátku krvácení. Aneurysmata se obvykle řeší zasvorkováním při neurochirurgické operaci nebo zavedením speciální spirálky, která dá vytvořit sraženině a krev přestane vytékat, přímo do výdutě. Děje se tak při radiologickém zákroku. 